# Antonio Cornazzano

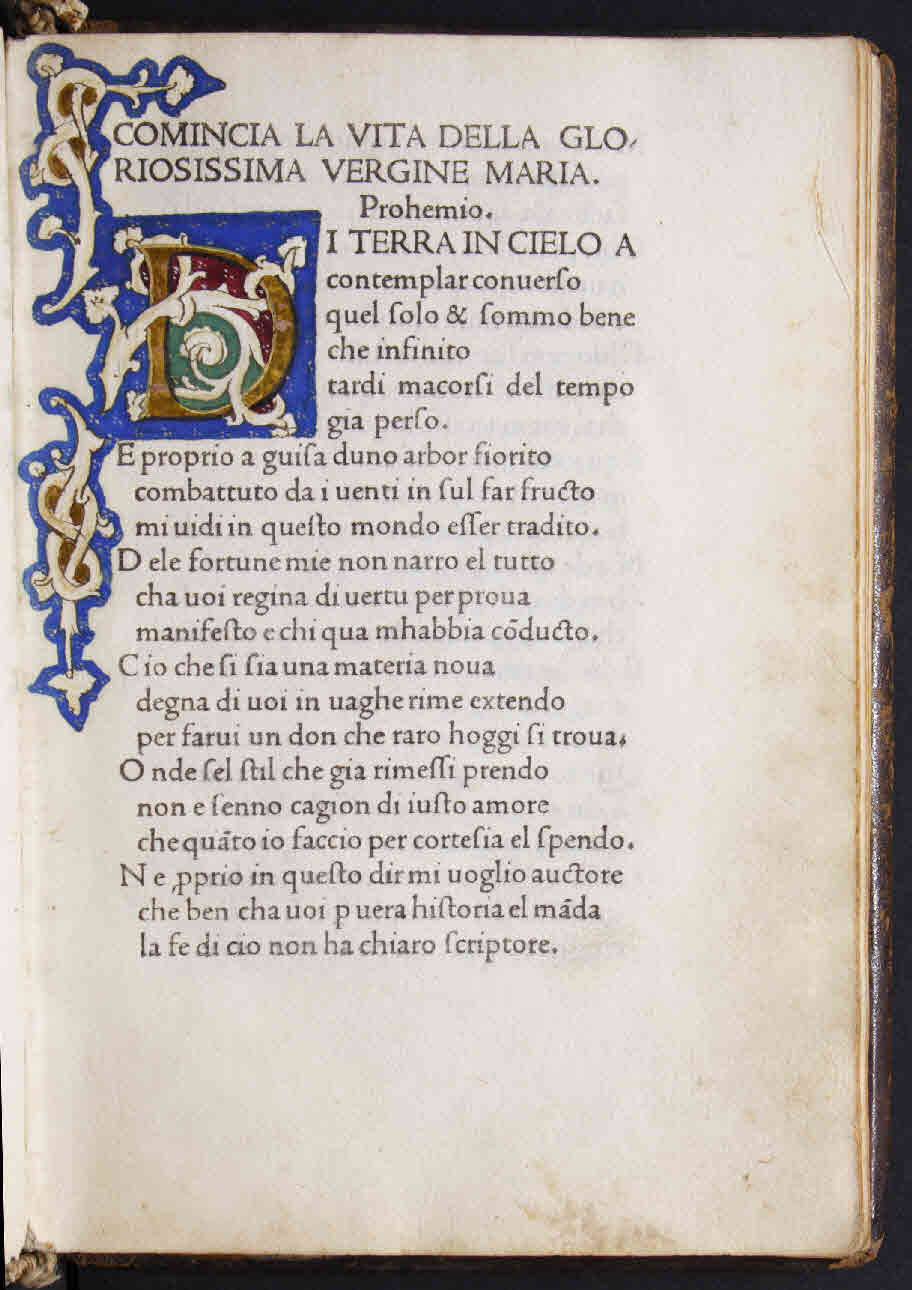
Vita della gloriosissima Vergine Maria, 1471

Antonio Cornazzano (ur. 1430, zm. 1484) – włoski poeta, humanista i maestro tańca. Uczeń Domenica da Piacenza. W 1455, z okazji zaręczyn Hipolity d'Este z księciem Kalabrii, napisał traktat Libro sull'arte del danzare (wydany w 1463), podzielony na dwie części, w których definiuje czym powinna być doskonała sztuka choreograficzna. Wyróżnia 4 bazowe formy muzyczne i opisuje analitycznie liczne tańce.